# مونتي ويليام
مونتي ويليام (بالإنجليزية: Monte Hale)‏ هو مغني وكاتب أغاني وممثل أمريكي، ولد في 8 يونيو 1919 في الولايات المتحدة، وتوفي بنفس المكان في 29 مارس 2009 بسبب مرض.

## وصلات خارجية
- مونتي ويليام على موقع IMDb (الإنجليزية)
- مونتي ويليام على موقع أول موفي (الإنجليزية)
- مونتي ويليام على موقع ديسكوغز (الإنجليزية)
- مونتي ويليام على موقع قاعدة بيانات الفيلم (الإنجليزية)